# بالیکتیکول
بالیکتیکول (به قزاقی: Balyktykol) یک دریاچه در قزاقستان است که در بلندی‌های قزاق واقع شده‌است.